# Рао, Дилип
Дилип Рао (англ. Dileep Rao; род. 29 июля 1973, Лос-Анджелес, Калифорния, США) — американский актёр, снимающийся в художественных фильмах и сериалах. Снялся в фильме ужасов Сэма Рэйми под названием «Затащи меня в ад» (2009), в научно-фантастическом фильме Джеймса Кэмерона «Аватар» (2009), и в триллере Кристофера Нолана «Начало» (2010).

## Жизнь и карьера
Рао родился в Лос-Анджелесе в семье физика и инженера. Мать и отец оба индийского происхождения. Рос в Янбу, Саудовская Аравия, Денвер, штат Колорадо, и Клермонте, штат Калифорния. Есть сестра, которая является профессором Нью-Йоркского университета.
Окончил Клермонтскую высшую школу и университет Калифорнии, Сан-Диего, со степенью бакалавра, позже получает награду от Американской консерватории-театра в Сан-Франциско. В его классе находились такие люди, как Анна Белкнап и Элизабет Бэнкс.
После окончания учебы первую свою роль сыграл в пьесе «Индийская тушь» Тома Стоппарда. 
Позже Рао переехал в Лос-Анджелес, где начал работать в областном театре, в том числе в Беркли Рэп, в Репертуаре южного побережья, и в Манхэттенском театральном клубе.
Выступал в Jeopardy! 7 июня 2002 года, и выиграл $34,400. 8 июня 2008 года Рао был выбран случайным образом из более чем 1600 участников игры в НПР.
В 2009 году он снялся в фильме «Аватар» и «Затащи меня в ад». Был номинирован на несколько наград за роль Юсуфа в фильме Кристофера Нолана «Начало» (2010).

## Сборы в фильмах
По состоянию на 22 февраля 2011 года, средняя сумма прибыли фильмов с участием Рао в США была свыше 363 млн. долларов и 1,2 миллиарда долларов по всему миру. Это очень высокий показатель, особенно для актера, который снялся всего в нескольких фильмах..

## Фильмография
| Год  | Фильм             | Роль              | Примечания |
| ---- | ----------------- | ----------------- | ---------- |
| 2009 | Затащи меня в ад  | Жас Рхам          |            |
| 2009 | Аватар            | доктор Макс Пател |            |
| 2010 | Начало            | Юсуф              |            |
| 2022 | Аватар: Путь воды | доктор Макс Пател |            |
| 2025 | Аватар 3          | доктор Макс Пател |            |
| 2029 | Аватар 4          | доктор Макс Пател |            |

## Роли в сериалах
- Противостояние (Роберт) (2006)
- Братья и сестры (Арло Наттерсон) (2008)
- Контакт (Викаш Найяр) (2013)
- Нация Z (Одегард) (2015)